# 政治權力
政治權力是一种发生在政治领域的权力关系。指称在政治生活中发生的、涉及人们之间利益的、带有强制性的一种影响与被影响、支配与被支配、制约与服从的关系。 正式來說，政治權力是由統治者所行使。由于政治权力的普遍性和整体性，所有的权力都具有一定的政治性。它比其他的权力更依赖于权威的合法性。政治权力在本质上表现为特定的力量制约关系，在形式上呈现为特定的公共权力。 政治权力是政治主体支配和控制政治客体的一种能力或力量。
在社會科學和政治學中，權力是決定行為者的能力、行動、信念或行為的一種影響的社會產物。 權力並不僅僅指一個行為者對另一個行為者威脅或使用武力（脅迫），還可以通過分散的方式（如制度）施加。 權力也可以採取結構形式，因為它命令行為者彼此相關（如區分主人和奴隸、戶長和親屬、雇主和僱員、家長和孩子、政治代表和民眾等），還有話語形式，因為類別和語言可能使某些行為和群體比其他行為和群體具有合法性。
權威一詞通常用於被社會結構視為合法或社會認可的權力。 權力可以被視為邪惡或不公正； 然而，權力也可以被看作是好的東西，是繼承或給予的東西，用於實現有助於、推動和授權他人的人道主義目標。
學者們區分了軟實力和硬實力。

## 概念释义
法国社会学者莫里斯·迪韦尔热认为政治權力是在亦且集体或整体社会中行使的完整权力。马克思更认为，政治权力就是“国家的权力”，是一个阶级压迫另一个阶级的有组织暴力。
政治權力经过权威的合法化，建立在普遍认同的基础上，对社会产生普遍的约束力。而且政治權力的运用通常以公共目标为旨向，否则可能会摧毁自身的权威基础。对政治权力的攫取，也是为了服务于特定利益目标。
政治權力以支配和控制他人为目的，因此具有强制性。它借助合法化的暴力对反抗者产生威慑，以贯彻掌握政治权力者的意志。经过合法化的政治权力，以建立持久机制为目标。

## 构成要素
政治权力的客观构成要素包括生产资料的有效占有、社会财富以及暴力，主观构成要素包括能力素质、身份资格、理论与策略以及政治组织等。

## 主要特性
主体利益性、强制约束性、专属排他性政治权力、扩张延展性以及多重职能性。